# SC Prometey
El SC Prometey (en ucraniano: СК Прометей), es un equipo de baloncesto ucraniano con sede en la ciudad de Kamianské, que compite en la Superleague, la primera división del baloncesto ucraniano. 

## Historia
El club fue fundado en 2018 y comenzó a competir en la Higher League, la segunda división del baloncesto ucraniano. En su primera aparición en la liga acabó la temporada regular con 26 victorias y solo dos derrotas, y disputando los playoffs por el título sin perder ni un solo encuentro, ascendiendo a la Superleague.
En su estreno en la primera división ucraniana logran un gran tercer puesto, clasificándose para la Copa Europea de la FIBA.
En la temporada 2020-21 consigue su primer título, ganando la Superliga ucraniana. También juega por primera vez competiciones europeas, donde pasa la primera fase como primero de grupo y cae en octavos frente al Belfius Mons-Hainaut belga por 81-88.
En la temporada 2021-22 el equipo se encontraba en la primera posición de la liga y en la ronda de octavos de final de la Liga de Campeones de baloncesto cuando se produce la invasión rusa. Tras una primera mudanza a la República Checa (el equipo masculino) y a Bulgaria (el femenino) previa al comienzo del conflicto, el Prometey decide decide disolverse para colaborar en la guerra.
Para la temporada 2022-23 el equipo está inscrito para jugar en la Latvian-Estonian Basketball League y en la Eurocup.

## Palmarés
- Superliga de baloncesto de Ucrania
  - Campeón (1): 2021

- Higher League (2º nivel):
  - Campeón (1): 2019

## Trayectoria
| Clasificado para Playoffs |

| Prometey Kamianske |   |               |                 |    |    |      |                                                                                             | |                  |
| 2018–19            | 2 | Higher League | 1º              | 26 | 2  | .929 | Gana semifinales (Khimik-2), 2–0 Gana finales (Rivne), 3–0                                  | – | Dmitry Markov    |
| 2019–20            | 1 | Superliga     | 3º              | 16 | 8  | .667 |                                                                                             | – | Kārlis Muižnieks |
| 2020–21            | 1 | Superliga     | 1º              | 27 | 13 | .675 | Gana cuartos (Khimik-2), 3–0 Gana semifinales (Dnipro-2), 3–1 Gana finales (Zaporizhy), 3–0 | Copa Europea de la FIBA Gana fase de grupos (Kiev, Rilski, Kapfenberg), 3-0 Pierde octavos (Belfius Mons-Hainaut), 81-88                           | Vitaliy Cherniy  |
| 2021–22            | 1 | Superliga     | 1º (suspendida) | 25 | 1  | .962 | Suspendidos                                                                                 | Liga de Campeones 3º fase de grupos (Ludwigsburg, Tenerife, Dinamo Sassari), 3-3 Gana play-in (Hapoel Jerusalem), 2-1 Disuelto en octavos de final | Ronen Ginzburg   |